# 莫斯季謝 (克羅列韋茨區)
51°35′30″N 33°24′21″E / 51.59167°N 33.40583°E
莫斯蒂什切（烏克蘭語：Мостище）是位於烏克蘭東北部的村莊，由蘇梅州科諾托普區的克羅萊韋茨市鎮負責管轄。該村處於列季河畔，距離阿爾秋霍韋和格魯濟克1.5公里，海拔高度141米，2001年人口23。